# Il gioco di ruolo di Dylan Dog
Il gioco di ruolo di Dylan Dog è un gioco di ruolo horror pubblicato dalla DAS Production nel 1991 e basato sulle ambientazioni del fumetto Dylan Dog, della Sergio Bonelli Editore.

## Ambientazione
I giocatori si trovano nei panni di esperti o improvvisati "indagatori dell'incubo" pronti a fronteggiare minacce e segreti di ogni tipo.
Le avventure di Il gioco di ruolo di Dylan Dog possono essere molto diverse l'una dall'altra: dalla caccia al vampiro, alla minaccia aliena, alla setta satanica. L'ambientazione base prevede la Londra dei primi anni novanta ma il gioco è immediatamente adattabile a ogni luogo o epoca.

## Sistema di gioco
Ogni personaggio ha sei caratteristiche: forza, intelligenza, destrezza, empatia, costituzione, energia. A queste caratteristiche se ne aggiungono altre dette secondarie: bellezza, sesto senso, self control, punti energia, punti ferita. Tra queste ultime particolarmente importante è il self-control che rappresenta la capacità del personaggio di mantenere la calma di fronte sia a eventi irreali che a scene particolarmente horror. Il sesto senso rappresenta sia la capacità di percezione del personaggio (udito, vista, gusto, olfatto e tatto), sia la capacità di percepire pericoli o indizi non immediatamente percepibili con i 5 sensi tradizionali. I punti energia rappresentano i punti che si possono spendere per il lancio di incantesimi. I punti ferita rappresentano la quantità di danni che il personaggio è in grado di sopportare prima di svenire o morire.
Il gioco prevede diverse penalità alle abilità di gioco del personaggio in relazione alla diminuzione dei punti ferita. Una volta che i punti ferita sono ridotti a zero il personaggio è morto. Ogni personaggio ha inoltre delle abilità (ad esempio archeologia, botanica, uso delle armi, ecc.) a cui si associano dei punteggi che vanno da 1 a 20 che indicano il "grado di abilità". Il grado di abilità dipende dal tipo di istruzione ricevuta, dalla propria professione (ad esempio archeologo, parapsicologo o medico) e dall'esperienza acquisita.

## Pubblicazioni
- Il gioco di ruolo di Dylan Dog. (1991). Scatola con i dadi con all'interno due manuali, il Libro delle regole (manuale base per la creazione del personaggio) e il Libro delle avventure, con tre avventure pronte.
- Alta società (1991). Modulo di avventura.
- Richiamo dall'inferno (cod. 666/M2) (1991). Modulo di avventura: contiene tre scenari ambientati in Italia: La porta delle nevi, L'avamposto e L'ultima prova.
- Labirinti di paura (cod. 666/M3) (1992). Modulo di avventura: contiene due scenari vincitori di premi e concorsi: Il sentiero del vento e Labirinti.
- Attraverso le linee (cod. 666/M3) (1992). Modulo di avventura: contiene tre scenari di tipo "informatico": L'inizio della paura, Il sicario del diavolo e L'orrore si rivela.
- Mia è la vendetta (Cod. 666/M4) (1994). Modulo di avventura: contiene un'avventura "apocalittica".
- Lo schermo dell'arbitro - Schermo del master con tabelle riepilogative, venduto allegato al modulo avventura Voci dal passato
- Il mondo di Martin Mystère - Ambientazione e regole per le ambientazioni di Martin Mystère, altro fumetto della Bonelli. Contiene in appendice un'avventura.
- Old souls (cod DAS/M6.) Modulo di avventura

## Citazioni in altre opere
Il gioco di ruolo di Dylan Dog viene menzionato nell'albo nr. 188, Il labirinto di Bangor; nella terza vignetta di pagina 39 infatti, Dylan dice: «Giochi di ruolo... io non ho mai capito un accidente, anche se ne hanno fatto persino uno su di me...».